# Давньоруські князівські устави XI—XV ст.
«Давньоруські князівські устави XI—XV ст.», скорочено — ДРКУ (рос. Древнерусские княжеские уставы XI—XV вв.) — російський збірник давньоруських, руських (староукраїнських) і московських (староросійських) грамот XI—XV ст. Опублікований 1976 року в Москві, у видавництві Наука, Інститутом історії Академії наук СРСР. Упорядник — історик Ярослав Щапов. Відповідальний редактор — академік Лев Черепнін. Книга є повним академічним виданням давньоруських статутів і грамот єпископських і митрополичих кафедр: Статуту князя Володимира, Статуту-судебника князя Ярослава і митрополита Іларіона, статутних грамот Смоленської, Новгородської, Турівській, Галицької та Київської земель, документів XV ст., які підтверджують ці статути, а також анонімних статутних і правових записів. Джерела збірника є цінними для вивчення становлення і розвитку феодального суспільства Русі, держави, сімейного і шлюбного права.

## Видання
- Древнерусские княжеские уставы XI—XV вв. / Издание подготовил Я. Н. Щапов; [Ответственный редактор академик Л. В. Черепнин]; Академия наук СССР. Институт истории СССР. Москва: Наука, 1976. 240 с.